# Heckler & Koch GMG

Granatmaschinenwaffe (HK GMW) ili GMG (Granade machine gun) je automatski bacač granata njemačke tvrtke Heckler & Koch razvijenog za potrebe njemačke vojske. Ispaljuje 40 mm granate brzinom oko 340 granata u minuti. GMG koristi municiju preko remena i može se puniti na obje strane. Ugrađen je i noćni vizor, tako da GMW može biti učinkovit u raznim situacijama i služit različitim svrhama. Oružje je dugo 1,09 m, s cijevi dužine 415 mm. Dimenzije kutije sa streljivom su 470x160x250mm. Sami top teži 29 kg, a tronožac još 11 kg.